# セラフィーヌの庭
『セラフィーヌの庭』（セラフィーヌのにわ、Séraphine）は、2008年のフランス・ベルギー映画。フランスの女流画家であるセラフィーヌ・ルイの生涯を描いた伝記映画である。
2008年度のセザール賞では7部門を制した。

## ストーリー
身寄りもなく学もないセラフィーヌは、パリ郊外の緑豊かなサンリスで家政婦として働きながら、絵を描くことに没頭する日々を送っていた。40歳を過ぎてから守護天使のお告げで始めたというその絵画は、絵具の各色を全て身近な自然の素材から手作りし、作れない白色だけを買うという独自のものだった。
1912年、セラフィーヌの勤め先の家に画商のヴィルヘルム・ウーデが間借りをした。ウーデは草花を描きつつも独自の激しさを持つセラフィーヌの絵画に惚れ込んだ。しかし、1914年に第一次世界大戦が始まると、ドイツ人のウーデはフランスを離れざるを得なくなった。
1927年、フランスに戻ったウーデは、音信不通だったセラフィーヌの居所を捜し当てた。老いて仕事が減ったセラフィーヌは、苦しい生活の中でも絵を描き続け、腕を上げていた。ウーデから経済的援助を受けたセラフィーヌは、小娘のようにはしゃいで高価な品物を買いまくり、個展のための絵画制作に打ち込んだ。しかし、世界は大恐慌の時代に突入していた。ウーデにはセラフィーヌの散財を支える力はなく、個展の計画も延期となった。
大切な個展の延期は、純真なセラフィーヌの理解を越える出来事だった。ウーデの真意を疑ったセラフィーヌは精神を病み、療養施設に収容された。もはや絵も描かず、一生を施設で送るしかないセラフィーヌのために、ウーデに出来ることは、画商としてその絵を世に出すことだけだった。
原作は、F・クロアレク『セラフィーヌ』（山形梓訳、未知谷）。

## キャスト
- セラフィーヌ: ヨランド・モロー
- ウーデ: ウルリッヒ・トゥクル
- アンヌ・マリー: アンヌ・ベネント
- デュフォ夫人: ジュヌヴィエーヴ・ムニシュ
- 女子修道院長: フランソワーズ・ルブラン
- ヘルムート: ニコ・ログナー
- デュバル: セルジュ・ラヴィリエール
- ミヌーシュ: アデライード・ルルー

## 受賞・ノミネート
| 賞                                 | 部門           | 候補者                                                                   | 結果       |
| ---------------------------------- | -------------- | ------------------------------------------------------------------------ | ---------- |
| 第44回全米映画批評家協会賞         | 主演女優賞     | ヨランド・モロー                                                         | 受賞       |
| 第35回ロサンゼルス映画批評家協会賞 | 主演女優賞     | ヨランド・モロー                                                         | 受賞       |
| 第22回ヨーロッパ映画賞             | 主演女優賞     | ヨランド・モロー                                                         | ノミネート |
| 第34回セザール賞                   | 作品賞         | 作品賞                                                                   | 受賞       |
| 第34回セザール賞                   | 監督賞         | マルタン・プロヴォスト                                                   | ノミネート |
| 第34回セザール賞                   | 主演女優賞     | ヨランド・モロー                                                         | 受賞       |
| 第34回セザール賞                   | 脚本賞         | マルク・アブデルヌール マルタン・プロヴォスト                            | 受賞       |
| 第34回セザール賞                   | 音楽賞         | マイケル・ガラッソ                                                       | 受賞       |
| 第34回セザール賞                   | 撮影賞         | ロラン・ブリュネ                                                         | 受賞       |
| 第34回セザール賞                   | 音響賞         | フィリップ・ファンデンドリス エマニュエル・クロゼ イングリッド・ラレット | ノミネート |
| 第34回セザール賞                   | 美術賞         | ティエリー・フランソワ                                                   | 受賞       |
| 第34回セザール賞                   | 衣装デザイン賞 | マデリーン・フォンテーヌ                                                 | 受賞       |